# Canottaggio ai Giochi della XXXII Olimpiade - 4 senza maschile
Il 4 senza maschile dei Giochi della XXXII Olimpiade si è svolta tra il 24 e il 28 luglio 2021. Hanno partecipato 13 equipaggi.
La gara è stata vinta dall'equipaggio australiano composto da Alexander Purnell, Spencer Turrin, Jack Hargreaves e Alexander Hill.

## Formato
La competizione si è svolta su due turni; i primi due classificati di ogni batteria del primo turno hanno partecipato alla finale A. Gli equipaggi eliminati al primo turno si sono affrontati in una batteria di ripescaggio, la quale si qualifica altri due equipaggi alla finale A.
Gli equipaggi eliminati nella batteria di ripescaggio hanno partecipato alla Finale B.

## Programma
| Data           | Ora (UTC+9) | Turno      |
| -------------- | ----------- | ---------- |
| 24 luglio 2021 | 11:40       | Batterie   |
| 25 luglio 2021 | 13:10       | Ripescaggi |
| 28 luglio 2021 | 08:40       | Finale B   |
| 28 luglio 2021 | 10:10       | Finale A   |

## Risultati

### Batterie
| Pos. | Atleti                                | Nazione     | Tempo   | Note |
| ---- | ------------------------------------- | ----------- | ------- | ---- |
| 1    | Purnell, Turrin, Hargreaves, Hill     | Australia   | 5:54.27 | FA   |
| 2    | Reed, Weiss, Grady, Dean              | Stati Uniti | 5:57.27 | FA   |
| 3    | van der Bij, Röell, de Graaf, Ritsema | Paesi Bassi | 6:00.27 | R    |
| 4    | Tiganescu, Semciuc, Berariu, Pascari  | Romania     | 6:03.51 | R    |
| 5    | Brittain, Schoonbee, Smith, Torrente  | Sudafrica   | 6:25.34 | R    |

| Pos. | Atleti                                     | Nazione       | Tempo   | Note |
| ---- | ------------------------------------------ | ------------- | ------- | ---- |
| 1    | Cook, Rossiter, Gibbs, Carnegie            | Gran Bretagna | 5:55.36 | FA   |
| 2    | Castaldo, Rosetti, Lodo, Vicino            | Italia        | 5:57.67 | FA   |
| 3    | Wilangowski, Burda, Brzeziński, Szpakowski | Polonia       | 6:03.38 | R    |
| 4    | Jacquot, Kessler, Schuerch, Gulich         | Svizzera      | 6:04.09 | R    |
| 5    | Buczek, Gadsdon, Stone, Crothers           | Canada        | 6:05.47 | R    |

### Ripescaggio
| Pos. | Atleti                                     | Nazione     | Tempo   | Note |
| ---- | ------------------------------------------ | ----------- | ------- | ---- |
| 1    | Tiganescu, Semciuc, Berariu, Pascari       | Romania     | 6:09.72 | Q    |
| 2    | van der Bij, Röell, de Graaf, Ritsema      | Paesi Bassi | 6:11.22 | Q    |
| 3    | Wilangowski, Burda, Brzeziński, Szpakowski | Polonia     | 6:12.52 | FB   |
| 4    | Buczek, Gadsdon, Stone, Crothers           | Canada      | 6:15.86 | FB   |
| 5    | Jacquot, Kessler, Schuerch, Gulich         | Svizzera    | 6:27.80 | FB   |
| 6    | Brittain, Schoonbee, Smith, Torrente       | Sudafrica   | 6:30.34 | FB   |

### Finali
| Pos. | Atleti                                     | Nazione   | Tempo   | Note |
| ---- | ------------------------------------------ | --------- | ------- | ---- |
| 7    | Wilangowski, Burda, Brzeziński, Szpakowski | Polonia   | 5:57.17 |      |
| 8    | Buczek, Gadsdon, Stone, Crothers           | Canada    | 5:58.29 |      |
| 9    | Jacquot, Kessler, Schuerch, Gulich         | Svizzera  | 6:02.32 |      |
| 10   | Brittain, Schoonbee, Smith, Torrente       | Sudafrica | 6:09.85 |      |

| Pos.    | Atleti                                | Nazione       | Tempo   | Note            |
| ------- | ------------------------------------- | ------------- | ------- | --------------- |
| Oro     | Purnell, Turrin, Hargreaves, Hill     | Australia     | 5:42.76 | Record olimpico |
| Argento | Tiganescu, Semciuc, Berariu, Pascari  | Romania       | 5:43.13 |                 |
| Bronzo  | Castaldo, Di Costanzo, Lodo, Vicino   | Italia        | 5:43.60 |                 |
| 4       | Cook, Rossiter, Gibbs, Carnegie       | Gran Bretagna | 5:45.78 |                 |
| 5       | Reed, Weiss, Grady, Dean              | Stati Uniti   | 5:48.85 |                 |
| 6       | van der Bij, Röell, de Graaf, Ritsema | Paesi Bassi   | 5:50.81 |                 |